# Tribunizische Gewalt
Die Tribunizische Gewalt (lateinisch tribunicia potestas) bezeichnet die Amts- und Gewaltbefugnisse der Volkstribunen zu Zeiten der römischen Republik sowie eine der kaiserlichen Kernvollmachten im Prinzipat.

## Republik
Das Volkstribunat und die damit verbundenen Befugnisse wurde von den Plebejern in den Ständekämpfen errungen. Ursprünglich standen diese Befugnisse neben den offiziellen staatlichen Ämtern, bisweilen glichen sie deren Amtsmacht zugunsten der Plebs aus.
Die tribunizische Gewalt war ursprünglich noch keine Amtsgewalt, da sich diese nicht aus der bürgerschaftlichen Volkswahl ableitete. Vielmehr ist sie das Ergebnis eines langwierigen Prozesses der Anerkennung. Aus der plebejischen Zuordnung ergab sich das Signal für eine Interessensvertretung.
Die tribunizische Autorität beruhte auf Sakrosanktität, was vornehmlich physische Unverletzlichkeit bedeutete. Wesentliches Bestandteil der tribunicia potestas war der Vorsitz in und das Recht auf Antragstellung vor der Volksversammlung (concilium plebis), einem der Spruchkörper, in denen die plebs vertreten war, im Gegensatz zu den Zenturiats- und den Tributkomitien hier sogar in Ausschließlichkeit. Im concilium plebis nahmen sie – gemeinsam mit dem Volk – an den Volksgerichtsverfahren teil. Weiterhin gehörte das Interzessionsrecht zur Amtsgewalt, welches zunächst faktisch nur zu magistratischen Handlungsverboten führte, aus dem sich im Laufe der Zeit aber ein initiatives Verbietungsrecht gegenüber allen anderen – auch höheren – Amtsgewalten entwickelte. Dieses Machtinstrument ergab sich aus der Pflicht des Volkstribunen, Plebejern bei Übergriffen von Magistraten, also ursprünglich Patriziern, zu Hilfe zu eilen (auxilium ferre).
Aufgrund der unsicheren Rechtsstellung der Volkstribune und ihrer gewachsenen Gewalten wurde die Person des Volkstribunen mit einem religiösen Tabu belegt: Er war sakrosankt und  die plebs per Eid verpflichtet, jeden Angriff auf einen Tribun zu verhindern oder zu rächen. Wer einen Volkstribun angriff, konnte als Volksverräter hingerichtet werden.
Durch die lex Hortensia (287 v. Chr.) wurde die Versammlung der plebs als Volksversammlung anerkannt. Die Tribunen erhielten von der Versammlung die Vollmacht, auf Antrag für das ganze Volk bindende Gesetze zu beschließen (ius cum plebe agendi), den Senat einzuberufen und ihm vorzusitzen (ius senatus habendi), und Amtshandlungen selbst höchster Magistrate aufgrund von maior potestas zu unterbinden. Mit dieser Machtfülle war das Volkstribunat zwar das formal mächtigste Amt Roms, jedoch lange Zeit kein Teil des cursus honorum. In der klassischen und späten Republik gab es zehn Volkstribunen; damit war die Macht des einzelnen Amtsinhabers deutlich beschnitten, denn, wie sich etwa in Zusammenhang mit den Reformversuchen des Tiberius Sempronius Gracchus 133 v. Chr. zeigte, war es fast immer möglich, mindestens einen anderen Tribunen gegen seinen Kollegen in Stellung zu bringen. Auch der Umstand, dass Volkstribunen zuvor höchstens die Quästur bekleidet und ihre eigentliche Senatskarriere also noch vor sich hatten, sorgte für eine mögliche Kontrolle ihres Verhaltens. Ein Tribun, der sich während seines Amtsjahres unangemessen verhielt, nahm das Ende seiner Laufbahn in Kauf. Erst während der Bürgerkriegszeit am Ende der Republik spielte das Volkstribunat angesichts der Uneinigkeit der Nobilität eine wichtige Rolle und wurde insbesondere von popularen Politikern zur Durchsetzung ihrer Ziele benutzt.
Die tribunizische Gewalt unterschied sich von der der Obermagistrate dadurch, dass Tribune kein imperium innehatten. Das bedeutete, dass sie kein Recht hatten, Parteien vorzuladen (ius vocationis), was sich allerdings aus ihrer originären Aufgabe heraus erklärt, wonach sie im Rahmen der auxilii latio selbst angerufen werden mussten (Hilfeersuchung). Auch fehlte den Tribunen das magistratische Koercitionsrecht, Polizeigewalt außerhalb des Gerichtsverfahrens. Sie hatten aber im Prozess (cognitio) die tribunizischen Gewaltmittel, wozu die Verhaftung (prensio), die Einkerkerung (in carcerem ducere), die Tötung durch Sturz vom Tarpejischen Felsen (de Saxo deicere) und der Einzug des Vermögens (consecratio bonorum) gehörten.

## Kaiserzeit

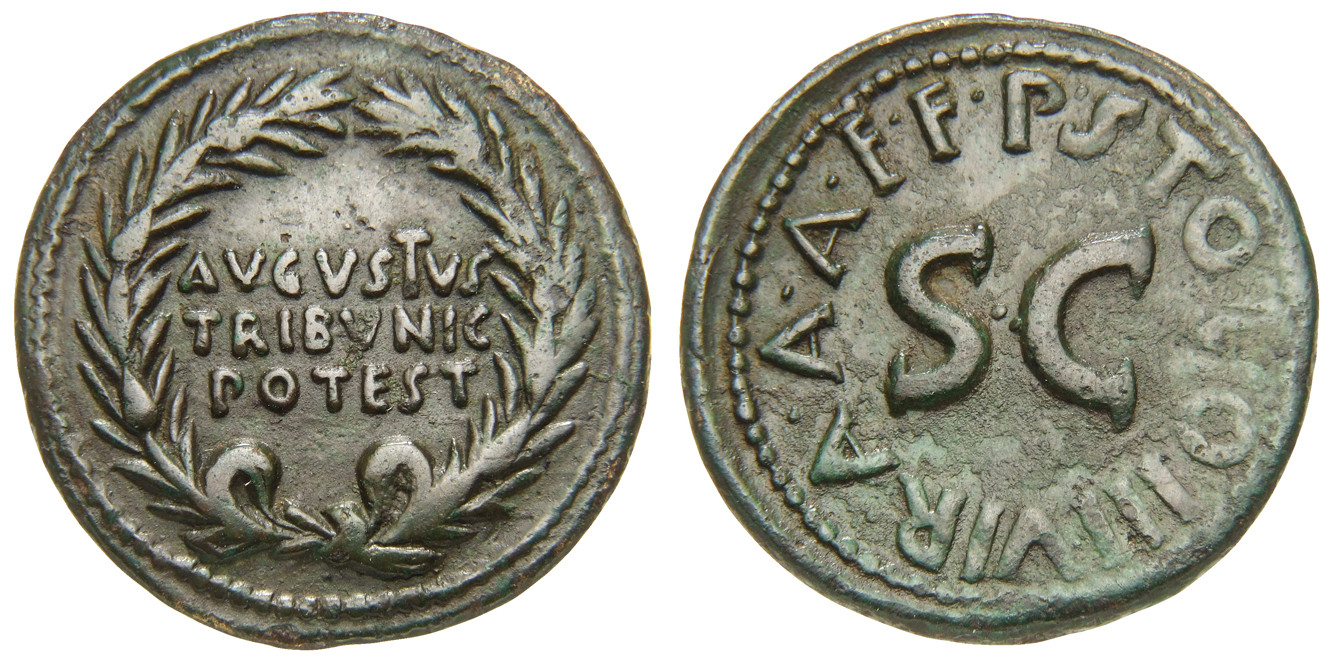
Bronzemünze (Dupondius) des Kaisers Augustus (um 17 v. Chr.) mit Verweis auf die Verleihung der tribunizischen Gewalt („AVGVSTVS / TRIBVNIC / POTEST“)

Im Zuge der Gründung des Prinzipats durch den ersten römischen Kaiser Augustus kam es zu einer Trennung von Amt und Amtsgewalt des Volkstribunen. Zeitpunkt und Umstände der Verleihung der tribunicia potestas an Augustus sind aufgrund der Quellenlage unklar und umstritten. 36 v. Chr. erhielt er wesentliche Elemente tribunizischer Gewalt, so die sacrosanctitas, das ius subselli und das ius auxilii. 30 v. Chr. wurde letzteres über das Stadtgebiet Roms bis zum ersten Meilenstein ausgeweitet. Ab 23 v. Chr. konnte der princeps über die volle tribunicia potestas annua et perpetua verfügen und damit im gesamten Reichsgebiet des römischen Imperiums ständig ausüben. Seitdem war die Amtsgewalt der Tribunen Bestandteil der kaiserlichen Macht, was sich auch an der Zählung der Kaiserjahre nach der tribunicia potestas zeigte. Das Amt selber, die damit verbundenen Pflichten und den Titel übernahm der Patrizier Augustus nicht, desgleichen seine Nachfolger. Der princeps genoss mithin die umfassenden Rechte des Volkstribuns, ohne auch den Beschränkungen des Amtes unterworfen zu sein.
Auch für Augustus’ Nachfolger gehörte die tribunicia potestas fortan über Jahrhunderte zum Kernbereich ihrer kaiserlichen Macht. Die tribunizische Amtsgewalt stattete sie formal mit den Mitteln aus, die römische Innenpolitik scheinbar im Einklang mit den Gesetzen zu kontrollieren. Um die Fiktion der Annuität zu wahren, wurde die Vollmacht jährlich (allerdings automatisch) erneuert – oft wie beim regulären Tribunat am 10. Dezember –, so dass man die Angaben TRI POT, TR P o. ä. auf Münzen und in Inschriften zur Datierung verwenden kann. Im Laufe des 4. Jahrhunderts hörten die Kaiser auf, sich auf die tribunicia potestas zu beziehen, da generell die Anknüpfung an die Regeln der alten res publica in der Spätantike an Bedeutung verloren hatte.